# Ирасема (Рорайма)

Ирасема на карте штата.

Ирасема (порт. Iracema)  —  муниципалитет в Бразилии, входит в штат Рорайма. Составная часть мезорегиона Юг штата Рорайма. Входит в экономико-статистический  микрорегион Каракараи. Население составляет 8 696 человек на 2010 год. Занимает площадь 14 412,688 км². Плотность населения — 0,60 чел./км².

## История
Город основан в 1997 году.

## Границы
Муниципалитет граничит:
- на севере —  муниципалитет Мукажаи
- на востоке —  муниципалитет Канта
- на юге —  муниципалитет Каракараи
- на юго-западе —  штат Амазонас
- на западе —  Венесуэла
- на северо-западе —  муниципалитет Алту-Алегри

## Демография
Согласно сведениям, собранным в ходе переписи 2010 г. Национальным институтом географии и статистики (IBGE), население муниципалитета составляет:
| Полное население                               | Полное население                               | Полное население                               | Полное население                               | 8 696 |
| ---------------------------------------------- | ---------------------------------------------- | ---------------------------------------------- | ---------------------------------------------- | ----- |
| в том числе:                                   | Городское население                            | 4 078                                          | Процент городского населения, %                | 46,90 |
|                                                | Сельское население                             | 4 618                                          | Процент сельского населения, %                 | 53,10 |
|                                                | Мужское население                              | 4 600                                          | Процент мужского населения, %                  | 52,90 |
|                                                | Женское население                              | 4 096                                          | Процент женского населения, %                  | 47,10 |
| Плотность населения, чел/км²                   | Плотность населения, чел/км²                   | Плотность населения, чел/км²                   | Плотность населения, чел/км²                   | 0,60  |
| Население муниципалитета в % к населению штата | Население муниципалитета в % к населению штата | Население муниципалитета в % к населению штата | Население муниципалитета в % к населению штата | 1,93  |

По данным оценки 2015 года население муниципалитета составляет 10 320 жителей.

## Важнейшие населенные пункты
| № | Населённый пункт | Населённый пункт (порт.) | Категория | Население чел. (2010) (место среди н.п. штата) | На карте                       |
| - | ---------------- | ------------------------ | --------- | ---------------------------------------------- | ------------------------------ |
| 1 | Ирасема          | Iracema                  | город     | 4 078 (9)                                      | 2°09′58″ с. ш. 61°03′08″ з. д. |
| 2 | Кампус-Новус     | Campos Novos             | поселок   | 1227 (15)                                      | 2°22′23″ с. ш. 61°26′16″ з. д. |

## Статистика
- Валовой внутренний продукт на 2004 составляет 22.686.000,00 реалов (данные: Бразильский институт географии и статистики).
- Валовой внутренний продукт на душу населения на 2004 составляет 3.858,00 реалов (данные: Бразильский институт географии и статистики).
- Индекс развития человеческого потенциала на 2000 составляет 0,713 (данные: Программа развития ООН).